# العشق الممنوع (رواية)
العشق الممنوع (بالتركية: Aşk-ı Memnu) هو اسم رواية رومانسية تركية من كتابة خالد ضياء أوشاقلي كيل. نُشرت عامي 1899 و1900 في ثروة الفنون (مجلة أدبية تركية رائدة في تلك الحقبة).
حولت رواية العشق الممنوع إلى مسلسل يحمل نفس الاسم سنة 2008.
وترجمت للمرة الأولى للغة العربية عن طريق الشاعر والكاتب والمترجم السوري عبدالرحمن الشيخ المكتبي سنة 2023 من دار خطوة للكتاب العربي.